# Lyudi Invalidy (canción)
«Lyudi Invalidi» es el primer y único sencillo del álbum del mismo título Lyudi Invalidi del dúo ruso t.A.T.u.; Esta canción tiene su versión en inglés llamada Dangerous and Moving.

## Lyudi Invalidi (Intro)
Lyudi Invalidi (Intro) es la Pista #1 del álbum. El intro son solo los primeros 49 segundos de "Lyudi Invalidi".

## Como Se Hizo La Canción
La canción fue originalmente producida en 2003/2004 durante Podnebesnaya por Ivan Shapovalov. Éste es un demo de la canción que se encuentra, varias veces llamado "Lyudi Invalidi (AutoTune Demo)", el sonido no se parece a t.A.T.u. pues las vocales se redujeron 3/4, y luego corrieron a través de autocomposición.

## Lista de canciones
Promo Single: (Rusia)
1. «Lyudi Invalidy» (4:36)
2. «Lyudi Invalidy» (Bez Lyubvi Pimenov PPK Mix) (5:55)
3. «Obezyanka Nol» (4:25)

- HQ Photo

Promo Maxi-Single: (Russia)
1. «Lyudi Invalidy» (Radio Version) (4:02)
2. «Lyudi Invalidy» (Globass Remix) (3:40)
3. «Lyudi Invalidy» (Pimenov Radio Mix) (3:20)
4. «Lyudi Invalidy» (Pimenov Extended Mix) (6:09)
5. «Lyudi Invalidy» (Globass Extended Club Mix) (7:36)

## Video
Video Lyudi Invalidy
El video transcurre en una especie de fiesta, con mujeres bailando y una clase de orgía, comida, bebida, y la cámara va girando por el lugar hasta llegar con las chicas. Julia y Lena están sentadas con ropa elegante de color negro en un sillón, muy serias y observando lo que pasa en el lugar. Después se levantan y salen del lugar, bajan por unas escaleras pasando por una pareja de hombres, una mujer con sobrepeso, varios jóvenes, un hombre en ropa interior, varias chicas y un anciano. Mientras bajan Yulia toca a algunas personas, después dan con otra puerta que da hacia un callejón, con apariencia de antro, con luces que giran, ventiladores gigantes y mucha gente bailando, saltando, o haciendo otras cosas. Mientras caminan las chicas observan a la gente: una mujer con bigotes balbuceando algunas palabras, una chica riendo con los ojos tapados y ropa roja, un hombre colgado de una reja gritando, mucha gente bailando y mirándolas, dos chicas besándose, una chica de color sonriendo y girando un trapo en el aire, un hombre mayor asiático con lentes de traje blanco bailando, un sillón con un muchacho sentado que tiene arriba de él a una joven, varias mujeres mayores bailando y tocando a un hombre moreno musculoso, una mujer rubia fumando y teniendo sexo con otra, un hombre rubio y una mujer rubia con sombrero negro besándose, un hombre sin el brazo izquierdo y agitándolos mientras exhibe una gran caja de cristal con una pareja y varias mujeres teniendo relaciones sexuales explícitamente en su interior. Las chicas se detienen y tocan la caja. También hay allí una mujer gorda, un hombre sentando con un sombrero negro, una pareja bailando, un hombre sentado (ebrio), un muchacho muy flaco bailando con una mujer gorda con un largo collar y un tragafuegos. A partir de ese momento toda la gente comienza a seguirlas por el callejón, hasta un punto en el que ellas se detienen y la gente se sigue de largo y caen hacia el vacío, y las chicas ven de frente hacia la nada. El primero en caer es un hombre con muletas, después un hombre vestido de negro, luego otro con ropa similar, luego una mujer rubia de blusa verde con pantalón blanco, después una chica de vestido rosa, luego una mujer de negro, luego un hombre moreno con una larga gabardina negra, luego otro hombre de negro, luego uno sin camisa pero con chaleco negro, después una chica con mini falda negra, un hombre moreno sin camisa, una mujer con blusa blanca y manchas negras, un hombre blanco sin camisa, un hombre de saco azul marino, un hombre de camisa verde, un hombre con oberol de mezclilla, y la imagen se empieza a obscurecer, dando la apariencia de que seguirán cayendo, las chicas de t.A.T.u. nunca caen. 
- En el DVD de The Best, hay escenas del Making of "Lyudi Invalidy" que se muestran en el Making of All About Us.
- La actriz, en ese momento poco conocida, Ashley Greene aparece en el video.

## Letra traducida
Lena:
No tomes lo de los demás
No le des lo que es tuyo 
Cierren sus ojos y mueran
Amar y morir.
Yulia:
Juro que a mi
Me dicen, que es absurdo
Morir y fingir
Lo amaran para siempre.
Coro:
Noches sin amor 
Mañanas sin arrepentimiento
PERSONAS INVALIDAS
PERSONAS INVALIDAS.
Noches sin amor 
Mañanas sin arrepentimiento
PERSONAS INVALIDAS
PERSONAS INVALIDAS.
Lena:
Los perdidos no esperan
Nadie quiere a los tristes
Ellos no viven
Se ahogan como gatitos.
Yulia :
Cierren sus ojos y mueran
Me dicen, que es absurdo
Cierran sus ojos y mienten
Lo amaran para siempre.
Coro :
Noches sin amor 
Mañanas sin arrepentimiento
PERSONAS INVALIDAS
PERSONAS INVALIDAS.
Noches sin amor 
Mañanas sin arrepentimiento
PERSONAS INVALIDAS
PERSONAS INVALIDAS.

## Ver video
Video Lyudi Invalidy 
- Datos: Q589574